# Ľuboš Rojka
Ľuboš Rojka SJ (* 1965) ist ein slowakischer Jesuit und Philosoph.

## Leben
Ľuboš Rojka erwarb 1989 das Ingenieursdiplom im Fach Elektrotechnik an der Technischen Universität Bratislava, 1995 den Baccalaureato in Theologie an der Pontificia Università Gregoriana, 1998 das Lizenziat in Systematischer Philosophie an der Pontificia Università Gregoriana, 2005 die Promotion in Philosophie am Boston College und 2011 die Habilitation in systematischer Philosophie an der Universität Trnava. Am 16. November 2021 verlieh ihm die Präsidentin der Slowakischen Republik Zuzana Čaputová den Titel eines Professors für Systematische Philosophie. Als Ordinarius lehrt er analytische Religionsphilosophie an der Päpstlichen Universität Gregoriana.

## Schriften (Auswahl)
- The Eternity of God. Comparative Study of Bernard Lonergan and Richard Swinburne. Saarbrücken 2009, ISBN 978-3-639-12807-9.
- mit Jozef Haľko: Dejiny jezuitov v Bratislave do roku 1773. Trnava 2015, ISBN 978-80-7141-887-0.
- Kto je Boh: Pojem Boha v analytickej filozofii. Dobrá kniha, Trnava 2018, ISBN 978-80-8191-101-9 (135 S.).
- Stvorenie vesmíru z ničoho: Quentin Smith proti Williamovi Craigovi. Trnava: Dobrá kniha, 2012, 252 s. ISBN 978-80-7141-735-4.
- Metóda filozofického skúmania: stručne, jasne a prakticky. Trnava : Dobrá kniha, 2015, 75 s. ISBN 978-8-071-41914-3.
- mit Mária Spišiaková: Posmrtný život, zázraky a filozofický ateizmus. Úvod do filozofickej teológie. Druhý diel. Trnava: Dobrá kniha 2015, 112 s. ISBN 978-8-071-41943-3.